# 13622 McArthur
13622 McArthur este un asteroid din centura principală de asteroizi.

## Descriere
13622 McArthur este un asteroid din centura principală de asteroizi. A fost descoperit pe 26 aprilie 1995 la Kitt Peak National Observatory în cadrul proiectului Spacewatch. El prezintă o orbită caracterizată de o semiaxă mare de 3,21 ua, o excentricitate de 0,17 și o înclinație de 3,3° în raport cu ecliptica.